# Selecció d'embrions
La selecció d’embrions és un procés de tria d’embrions fecundats amb una tècnica de reproducció assistida anomenada Fecundació in Vitro (FIV). Es porta a terme amb l’objectiu principal d’evitar una malaltia hereditària en l’embrió entre altres finalitats legals. Per això, el procés es basa en un Diagnòstic Genètic Preimplantacional (DGP) de l’embrió, una tècnica associada a un cicle de FIV que permet seleccionar els embrions genèticament i/o cromosòmicament sans abans de ser introduïts a l’úter matern.

## Procés i parts
Tot i ser una part opcional, la selecció d’embrions es fa a partir d’un cicle de FIV. La fecundació in vitro és un tractament de fertilitat que consisteix en extreure els òvuls dels ovaris de la dona utilitzant punció fol·licular i fecundar-los en el laboratori amb els espermatozoides de la seva parella o del donant. Mitjançant aquesta tècnica, s’obtenen un o diversos embrions que es transfereixen a l’úter matern per aconseguir-ne la implantació i el desenvolupament.
Abans d’introduir els embrions a l’úter matern, es fa un procés de cultiu en el laboratori de FIV per seleccionar (paper que fan els embriòlegs) l’embrió amb més possibilitats d’implantar i desenvolupar-se de manera sana dins l’úter de la mare. Els embriòlegs valoren diferents estadis. Primer es valora si s’ha fecundat correctament. En aquesta etapa l’embrió adopta el nom de zigot. Després els embrions comencen a realitzar les primeres divisions i, posteriorment, comencen a expressar els seus gens. L'endemà, l’embrió es compacta (estadi en el qual adopta el nom de “mòrula”) i, finalment arriba a l’estadi de blastocist, quan l'embrió és una estructura buida amb una capa externa de cèl·lules i una massa cel·lular interna. El cultiu pot personalitzar-se a cada pacient, però les condicions han de ser sempre regulades per garantir el desenvolupament embrionari.
Un cop els embrions ja han estat en observació i han fet el seu procés de desenvolupament, es fa una biòpsia embrionària. La biòpsia embrionària és el procés mitjançant el qual s’extreuen una o més cèl·lules d’un embrió per poder analitzar la seva informació genètica (el seu ADN) i detectar si existeix alguna alteració genètica.
En cas que la parella vulgui fer una selecció d’embrions, per fer aquesta anàlisi genètica, es porta a terme un procés anomenat Diagnòstic Genètic Preimplantacional (DGP). És una tècnica de reproducció assistida que permet estudiar i analitzar les característiques genètiques de l’embrió abans de ser transferit a l’úter matern per detectar alteracions en l’ADN.
Després d’haver-se portat a terme tot aquest procés de valoració dels embrions, es fa la transferència a l'úter de la dona. Els embrions de més qualitat i amb més possibilitats d’implantar dins l’úter matern, són transferits, i si sobren embrions de qualitat suficient, es vitrifiquen (congelen) per ser utilitzats en una altra transferència.

## Aplicacions principals
Per poder accedir a aquest procés, has de complir una condició que et permet, legalment, portar a terme un Diagnòstic Genètic Preimplantacional i una selecció d’embrions posterior. Existeixen casos de selecció no mèdica que queden fora de la llei a Espanya.
Aquest procés és recomanat per especialistes en genètica i fertilitat si:
- Almenys un progenitor és portador d’una malaltia genètica que pugui heretar la seva descendència.
- Almenys un progenitor té el cariotip alterat.
- La mare ha patit més d’un avortament o diverses fallades d’implantació embrionària.
- La parella ha tingut fracassos en diversos cicles de FIV.
- La parella ja té un fill amb una malaltia específica que requereix un trasplantament i necessiten aconseguir el naixement d’un altre fill sa i compatible.
- La dona edat materna avançada (dones de més de 40 anys)
- Un dels progenitors té una malaltia monogènica (causades per una alteració en un gen determinat) i vol evitar la transmissió a la descendència.
- L’home és estèril.

## Beneficis
El fet de poder diferenciar els embrions sense alteracions cromosòmiques i, per tant, poder realitzar una selecció embrionària eficient, principalment permet evitar la implantació d’embrions amb una possibilitat menor de desenvolupar-se a l’úter matern. Això també permet incrementar les transferències selectives d’un sol embrió, i, d’aquesta manera, reduir els embarassos múltiples freqüents en la Fecundació in Vitro (que comporten més riscos per als nadons i la mare). En la mateixa línia, també redueix les possibilitats d’un avortament espontani o d’haver d'interrompre un embaràs en el cas d’alguna alteració genètica/cromosòmica important en l’embrió.

## Possibles inconvenients
A part dels beneficis que proporciona el procés de selecció d’embrions, també hi ha inconvenients. No necessàriament passa a totes les parelles que ho intenten, però sí que hi ha una possibilitat de trobar-s’hi.
Tot i ser una eina avançada per detectar alteracions genètiques abans de la implantació embrionària, la fiabilidad del DGP no és absoluta. Segons la clínica Dexeus Fertility, la precisió del DGP depèn  de la tècnica utilitzada. Per exemple, la tècnica FISH analitza un nombre limitat de cromosomes, mentre que les tècniques de seqüenciació massiva poden analitzar tots els cromosomes, obtenint una fiabilitat del 96-98%. Això implica un percentatge d'error que pot afectar la implantació embrionària.
El DGP també pot tenir possibles errors diagnòstics. Factors com el mosaicisme embrionari (on conviuen cèl·lules normals i anormals en un mateix embrió) poden influir en la interpretació dels resultats del anàlisi. A més, la qualitat de la mostra i les limitacions tècniques poden conduir a falsos positius o negatius. Aquests errors poden provocar la transferència d'embrions no aptes o a la descartació d'embrions sans.
D’altra banda, el cost de tot el procés és elevat. El cicle de Fecundació in Vitro a partir del qual es fa l’anàlisi genètica té un cost aproximat d'entre 3000 i 5000 €, depenent de les necessitats de cada situació, la clínica de fertilitat on es porti a terme, les proves necessàries… La mediació recomanada com els fàrmacs d’estimulació no està inclosa en el pressupost inicial i sol costar entre 1000 i 1200 €. D’altra banda, les tècniques complementàries com el diagnòstic genètic preimplantacional o el cultiu d’embrions tenen un cost addicional. En general, el DGP té un cost d’entre 3000 i 4000 € addicionals al procediment de FIV, depenent de quants cromosomes s’analitzin i de factors personals de la dona com l’edat o el nombre d’intents fets. El preu final d’un cicle de FIV amb DGP que després permet fer una selecció d’embrions depèn de cada clínica de fertilitat i de cada cas específic, però, generalment, oscila entre els 8000 i els 9000 € (sense comptar els medicaments).
En últim lloc, la biòpsia embrionària i el cultiu (parts del procés d’observació dels embrions) impliquen que els embrions passin més temps fora de l’incubador. Alguns no suporten aquesta etapa i deixen de desenvolupar-se.

## Controvèrsies i debat ètic
La selecció genètica d’embrions ha significat un tema de debat bioètic intens, sobretot quan es tracta de triar embrions per motius no mèdics o amb finalitats similars a pràctiques eugenèsiques.
Els avanços de tècniques com el Diagnòstic Genètic Preimplantacional (DGP) han permès identificar i seleccionar embrions sense malalties genètiques. No obstant, l'ús d'aquestes tècniques per seleccionar factors no mèdics, com el sexe o característiques físiques, ha generat controvèrsia i preocupació en alguns sectors. Segons l'Observatori de Bioètica i Dret de la Universitat de Barcelona, aquesta pràctica pot considerar-se una forma d'eugenèsia encoberta, ja que es basa en no científics i pot jugar amb les expectatives i preocupacions dels futurs pares respecte a la salut i característiques dels seus fills.
La possibilitat de dissenyar "bebès a la carta", seleccionant característiques com el color dels ulls o la intel·ligència, ha estat criticada per diversos experts en bioètica. El bisbe Elio Sgreccia va advertir que aquesta pràctica significa un greu atemptat ètic, ja que implica manipular el cos humà segons els desitjos dels pares, convertint els fills en objectes d'elecció més que en éssers amb dignitat pròpia. També ha estat criticat l’ús de la selecció d’embrions per aconseguir un germà compatible amb un altre fill, ja que, per la “creació” d’un embrió vàlid, s’han de fabricar molts altres (fins a uns 50 si es busca que sigui 100% compatible) que, si no són congelats, es descarten com residus clínics.
Diverses institucions bioètiques també han mostrat preocupació per la selecció genètica d'embrions. La Comissió Deontològica del Consell Andalús de Col·legis de Metges diu que aquesta tècnica és "greument contrària a l'ètica", considerant-la una forma de "violència" que dona a alguns éssers humans la capacitat de decidir sobre la vida d'altres.
A més, la Universitat de Navarra remarca que la selecció genètica pot portar a una mentalitat eugenèsica, on el valor d'un ésser humà es converteix en la qualitat del seu genoma, ignorant la seva dignitat intrínseca.

## Legislació i regulació
La Comissió Nacional de Reproducció Humana Assistida (CNRHA) és un òrgan col·legiat del Ministeri de Sanitat, Serveis Socials i Igualtat. La seva funció principal és assessorar sobre l’ús de tècniques de reproducció humana assistida. A més, actualitza i difon els coneixements científics i tècnics sobre reproducció assistida, com els criteris funcionals i estructurals dels centres on es porta a terme.
La legislació de reproducció assistida està marcada per la Llei 14/2006, que, en general, estableix que les tècniques de reproducció assistida només es poden aplicar quan existeixin possibilitats d’èxit i quan no suposi un risc greu per la salut de la pacient i pel nadó. També és requisit que la dona accepti lliurement i conscientment el procés mitjançant una signatura de consentiment informat signat d’abans.
D’altra banda, a Espanya hi ha una regulació sobre l’ús del Diagnòstic Genètic Preimplantacional. Aquest procés està autoritzat a Espanya per a seleccionar els embrions amb finalitats terapèutiques. Aquest objectiu es divideix en dos: la detecció de malalties hereditàries greus no aptes de tractament curatiu posant-la i la detecció d’altres alteracions que puguin afectar el desenvolupament de l’embrió i resultar en fallades d’implantació.
No obstant aquesta regulació a Espanya, hi ha països en els quals es permet la selecció d’embrions per altres finalitats no terapèutiques com la selecció del sexe de l’embrió. Aquesta permissió impulsa el turisme reproductiu a països com Bèlgica, Mèxic o els EUA, que ofereixen la selecció del sexe per a l’equilibri familiar.